# Mármol proconnesio

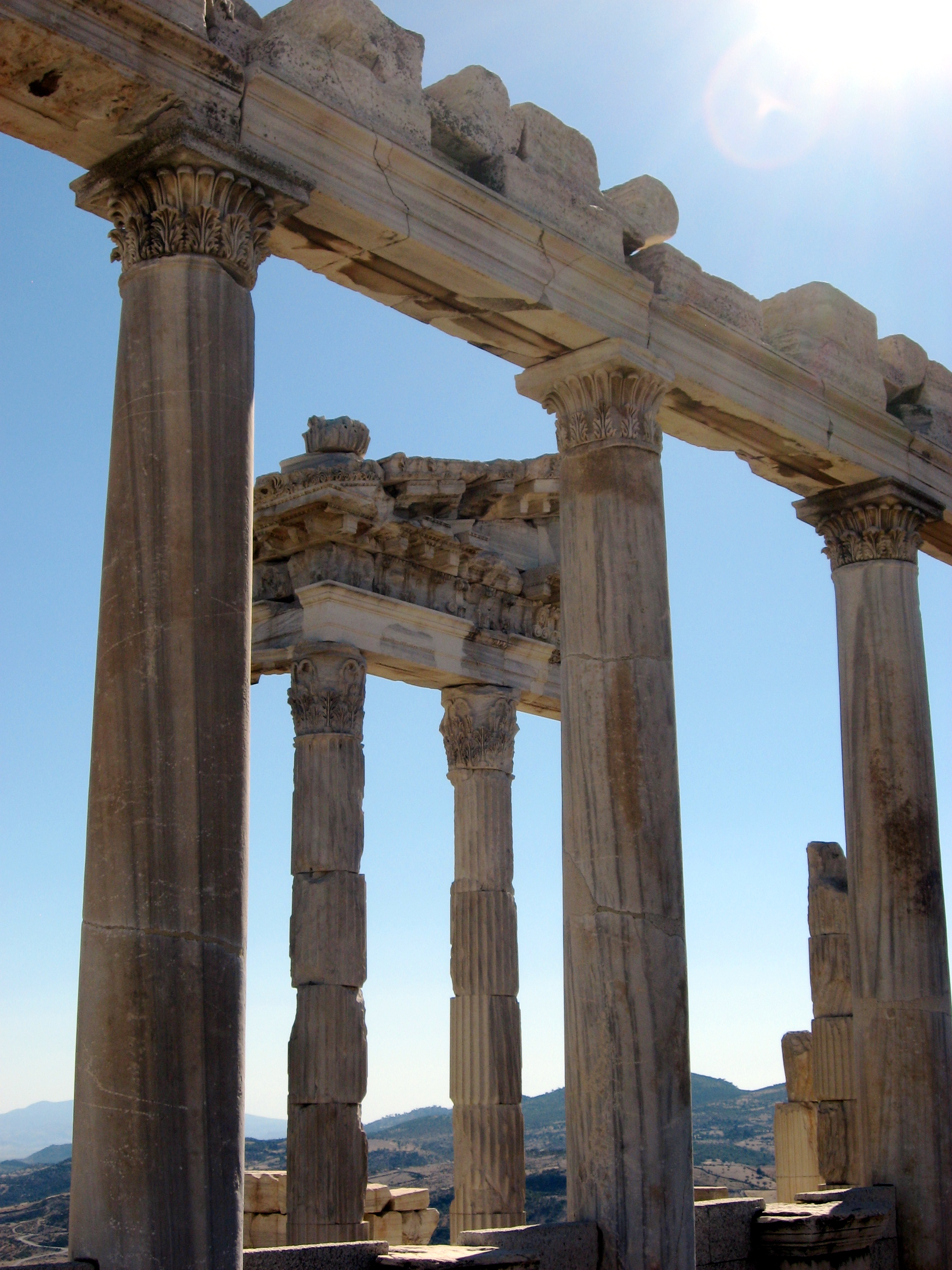
El Traianeum (templo de Trajano) en Pérgamo.

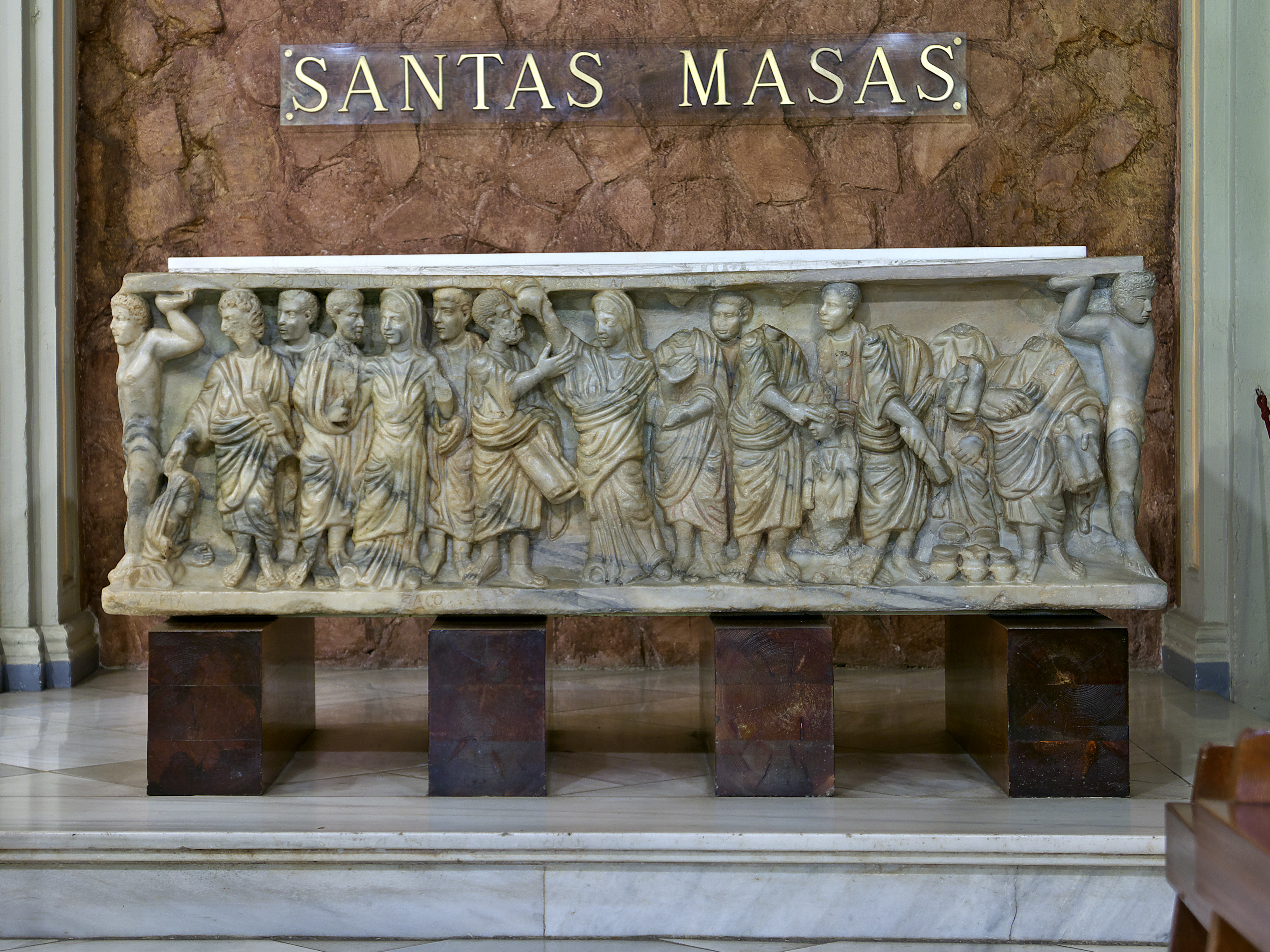
Sarcófago paleocristiano en la Basílica de Santa Engracia (Zaragoza).

Mármol proconnesio (marmor proconnesium en latín) es la denominación de una variedad de mármol que está entre las más utilizadas en el arte de la Antigua Roma. Se caracteriza por su color blanco y sfumatura cerúlea, uniforme o con vetas gris-azuladas, que incluyen cristales de gran tamaño.
Las canteras, de propiedad imperial, se encontraban en las actuales localidades turcas de Monastyr, Kavala y Saraylar, en la isla de Mármara o isla Proconneso (Προκόννησος Prokónnesos) de la Propóntide o mar de Mármara (en lengua griega μαρμαρος marmaros es "mármol"), que en la época romana dependía administrativamente de la antigua ciudad de Cizico, en la costa anatólica.
Se utilizó localmente en la época griega, y para la segunda mitad del siglo I comenzó a exportarse. Uno de los primeros ejemplos de su uso en Italia se encuentra en la ampliación del templo de Venus en Pompeya, que se estaba acometiendo en el momento de la erupción del Vesubio (año 79). En los siglos II y III se difundió por las regiones orientales del Imperio, además de utilizarse en la ciudad de Roma y en la zona del Danubio. En el siglo IV aparece como uno de los mármoles de menos precio en el edicto de los precios de Diocleciano, lo que corresponde con ser uno de los más difundidos, a causa principalmente de su mayor facilidad de transporte, al estar las canteras junto al mar. Se utilizó masivamente en la construcción de Constantinopla. Siguió utilizándose durante las épocas bizantina y otomana, y hasta la actualidad. Entre otros edificios, se usó en los revestimientos murales del interior de la basílica de San Marcos (Venecia) y en las columnas de la basílica de San Juan y San Pablo (Roma).
Desde la antigüedad, en las propias canteras se producían en serie elementos arquitectónicos, esculturas decorativas, sarcófagos y pilones. También se iniciaban esbozos, siguiendo indicaciones de los comitentes, que debían ser completados tras el transporte.
A causa del olor bituminoso que este mármol emite al romperse, en el Renacimiento se le daba el nombre de marmo cipolla ("mármol cebolla") por los marmolistas italianos de la época del Renacimiento. No debe confundirse con el marmo cipollino, que es el mármol de Caristo (en latín marmor carystium).
Ejemplos de uso de distintos periodos en Constantinopla-Estambul

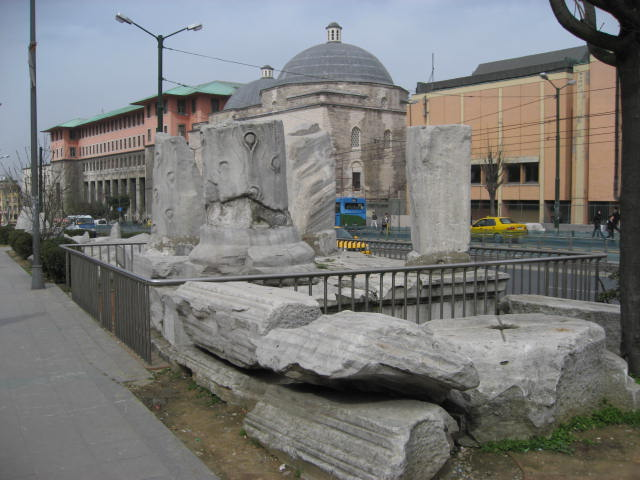
Ruinas del foro de Teodosio (siglo IV).
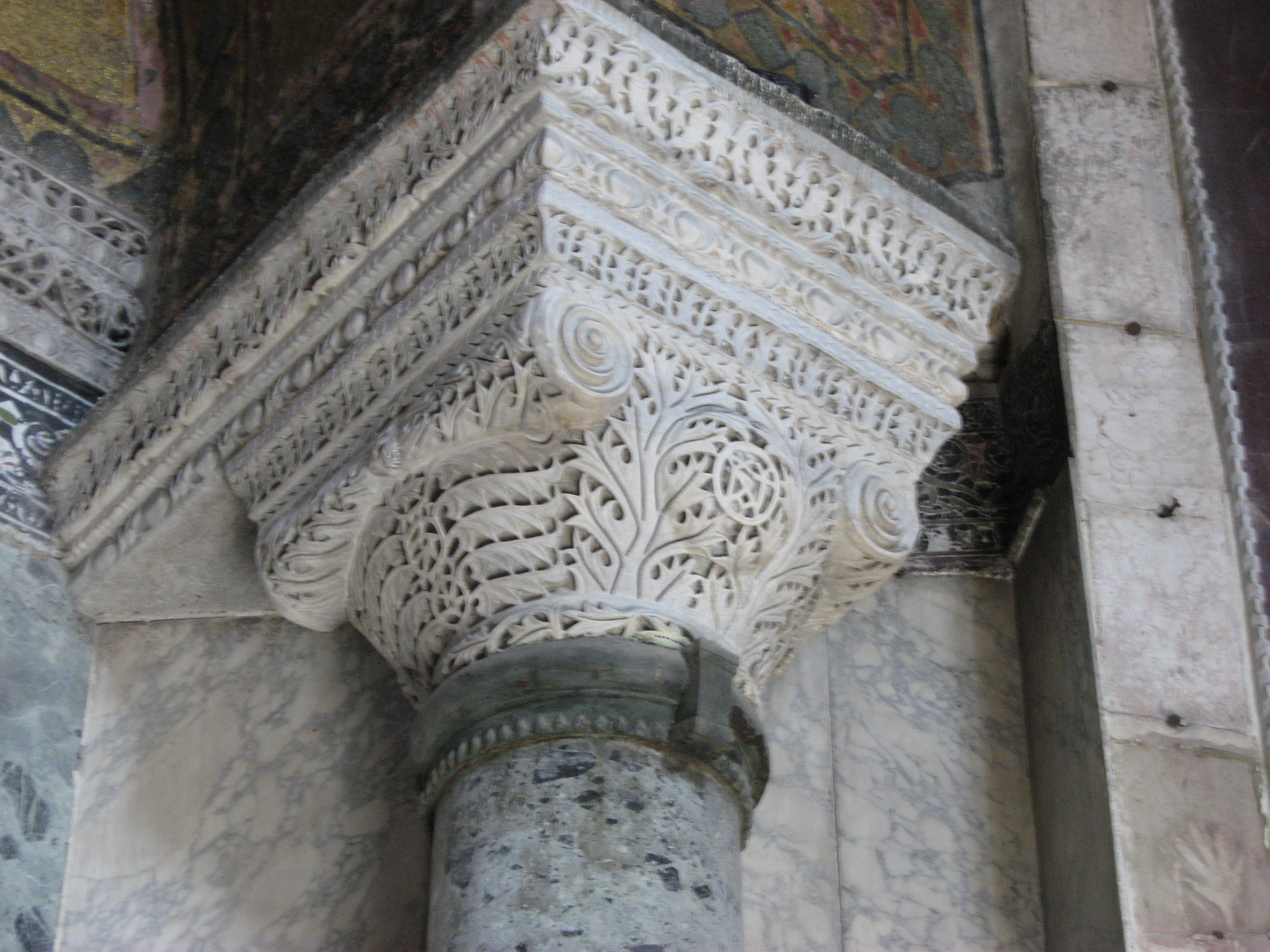
Capitel en Santa Sofía (siglo VI).
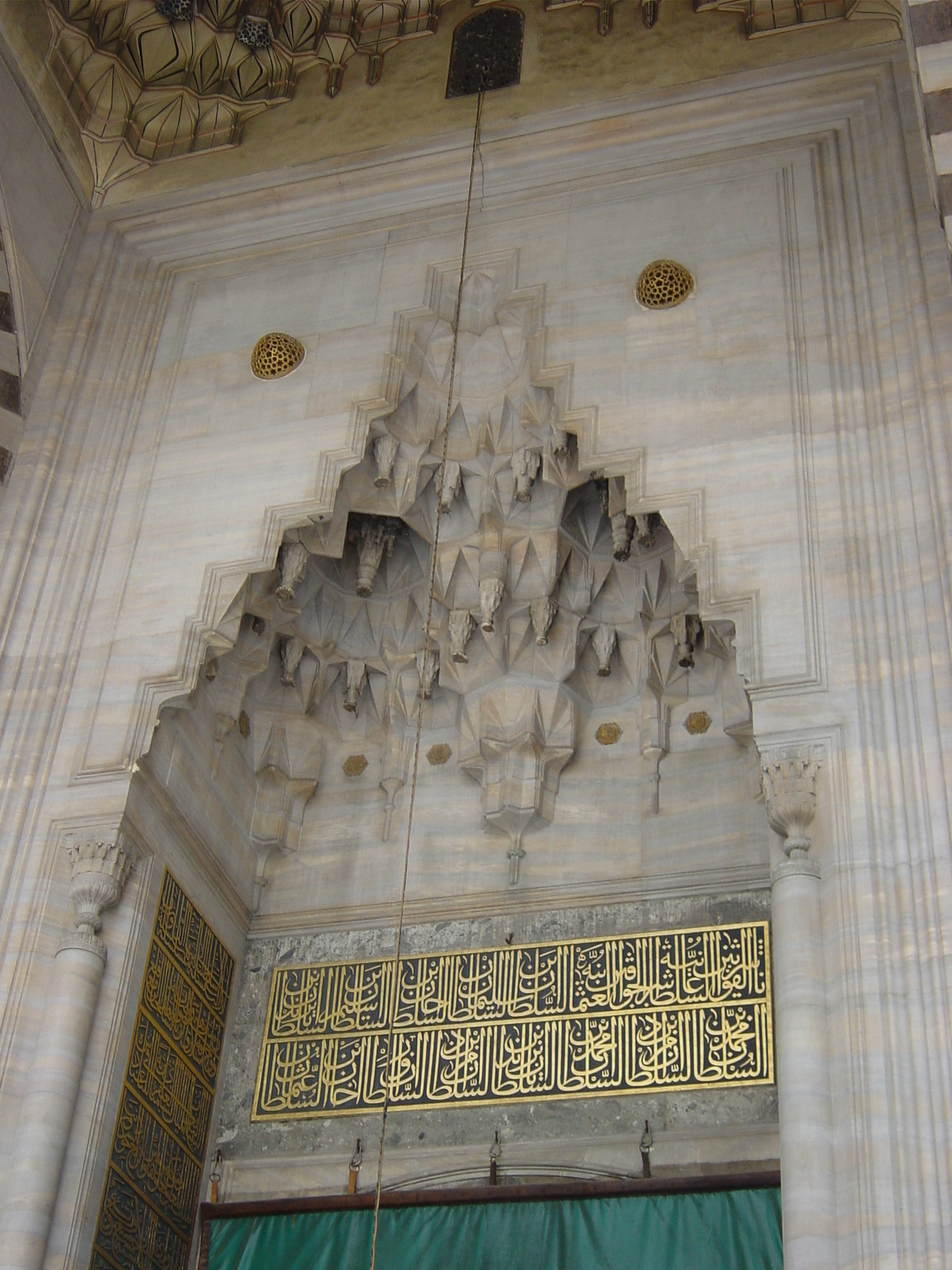
Mocárabes en la mezquita de Suleimán (siglo XVI).